# Lago Achiri
La laguna Achiri es una laguna del oeste de Bolivia, ubicada en los Andes. Administrativamente se encuentra en el municipio de Caquiaviri de la provincia de Pacajes del departamento de La Paz. Está a una altitud de 3.876 metros sobre el nivel del mar y tiene unas dimensiones de 2,4 kilómetros de largo por 2 kilómetros de ancho y una superficie de 2,8 km². A tres kilómetros y medio al oeste de la laguna se encuentra la localidad de Achiri.